# Приепасне
Приепасне (на словашки: Priepasné) е село в западна Словакия, в Тренчински край, в окръг Миява. Населението му е 354 души.
Разположена е на 343 m надморска височина, на 10 km южно от Миява. Площта му е 13,71 km². Кмет на селото е Петер Цзере.